# Litoria wapogaensis
Litoria wapogaensis är en groddjursart som beskrevs av Richards och Djoko Iskandar 200. Litoria wapogaensis ingår i släktet Litoria och familjen lövgrodor. IUCN kategoriserar arten globalt som otillräckligt studerad. Inga underarter finns listade i Catalogue of Life.